# Sterlet
Sterlet, czeczuga (Acipenser ruthenus, Huso ruthenus) – gatunek słodkowodnej, wędrownej ryby z rodziny jesiotrowatych (Acipenseridae).

## Występowanie
Żyje w zlewiskach Morza Czarnego, Kaspijskiego, Białego, Karskiego i Arktycznego, oraz w dorzeczu Dźwiny. Na wschodzie areał jego występowania ograniczony jest Obem i Irtyszem.
W 1837 w Polsce podjęto nieudaną próbę introdukcji tego gatunku. Na początku XX w. stwierdzono jego obecność w Bugu. Prawdopodobnie przywędrował z dorzecza Dniestru Kanałem Królewskim. W okresie międzywojennym sterlet był łowiony w południowo-wschodnich rejonach Polski w Dniestrze.
W Polsce uważany za gatunek obcy potencjalnie inwazyjny.
Tworzy dwie rasy:
- europejską (Acipenser ruthenus ruthenus)
- syberyjską (Acipenser ruthenus kamensis)

## Cechy morfologiczne

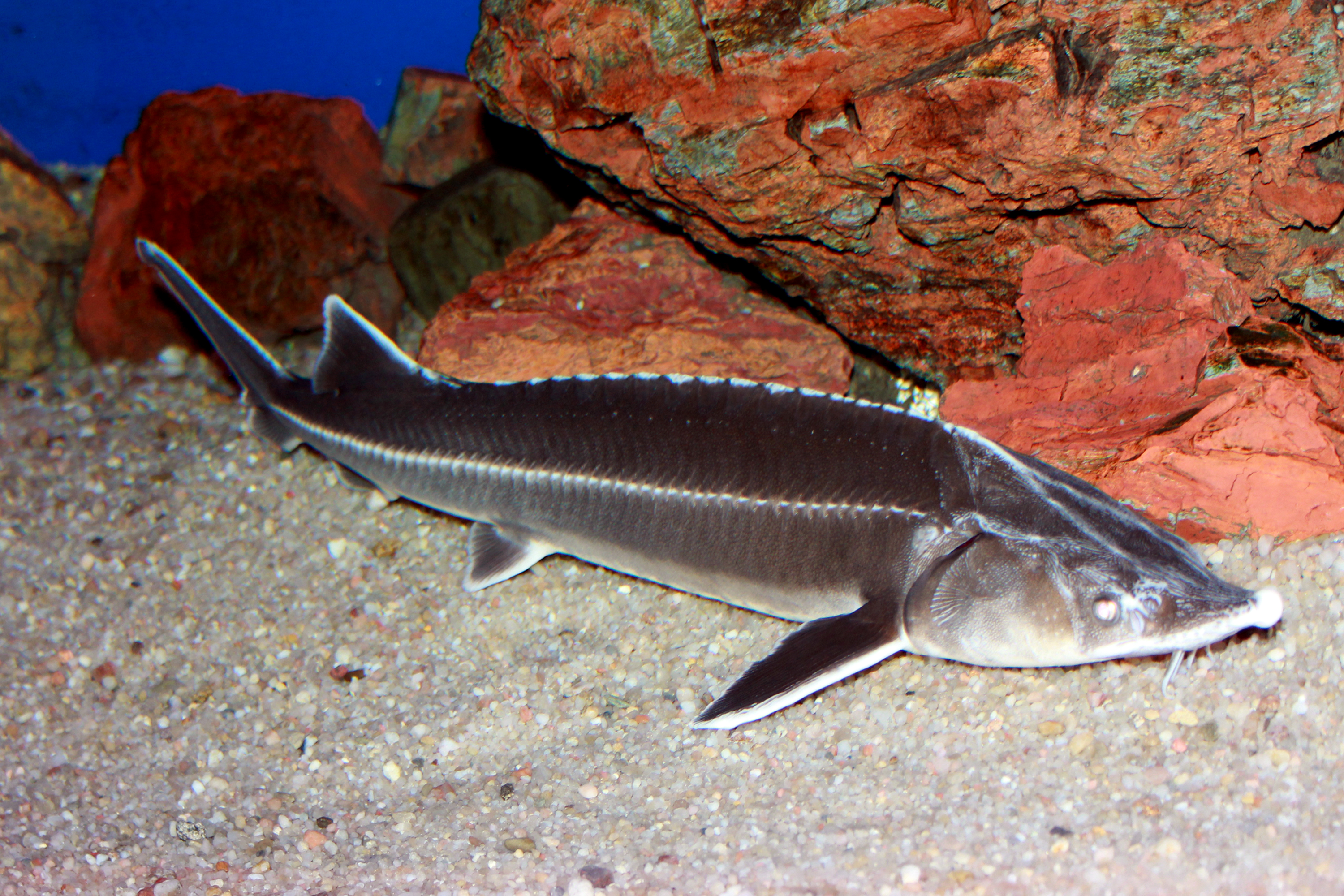
Sterlet na wystawie Subaqueous Vltava, Praga

Osiąga długość do 1,25 m i masę maksymalnie do 16 kg, zazwyczaj jednak przy długości 1 m waży około 6 kg. Charakteryzuje się wydłużonym kształtem ciała i dość długim ostrym rostrum, którego względna długość może przekroczyć 50% długości głowy. Otwór gębowy mały, pośrodku dolnej wargi występuje wąska przerwa. Cechą charakterystyczną sterleta jest obecność na wąsikach falban składających się z licznych wyrostków. Posiada od 11 do 17 płytek grzbietowych z długim, ostrym grzebieniem i hakiem, około 65 małych zachodzących na siebie płytek bocznych i od 10 do 18 płytek brzusznych. Grzbiet ma barwę szaro lub brązowozieloną, boki są jaśniejsze, brzuch jest jasnożółty lub różowobiały.

## Odżywianie
Dorosły sterlet odżywia się głównie larwami owadów (jętek, komarów) oraz owadami opadającymi na powierzchnię wody, a także drobnymi organizmami bentosowymi, w tym drobnymi ślimakami i pijawkami. Zjadają też ikrę innych jesiotrów.

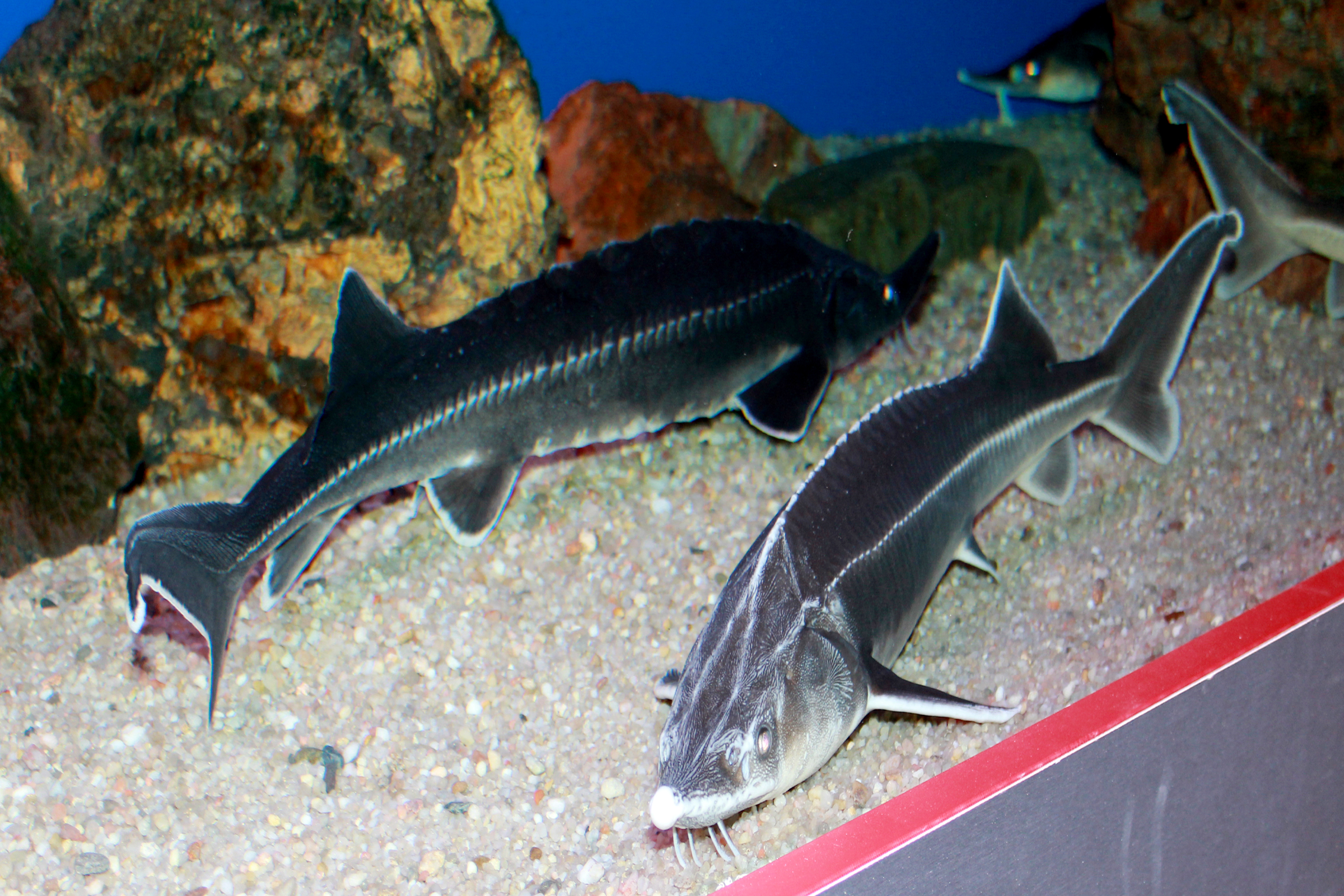
Sterlet na wystawie Subaqueous Vltava, Praga

## Rozród
Czeczuga charakteryzuje się wczesnym osiągnięciem dojrzałości płciowej:
- samce dojrzewają w wieku 4–7 lat
- samice 5–10 lat

Płodność samic wynosi średnio od 10,6–27,4 tys. sztuk ziaren ikry w zależności od rejonu występowania. Warunki rzeczne:
- szybki prąd wody (powyżej 1,5 m/s)
- twarde mineralne dno
- temperatura 12–17 °C

Tarło odbywa się od maja do połowy czerwca. U ryb dojrzałych płciowo występuje biały nalot, który jest bardziej intensywny u samców.
Inkubacja ikry trwa od 6–9 dni. Ikra sterleta jest drobna – 2 mm. Wylęg po resorpcji woreczka początkowo żeruje w pobliżu tarliska, a następnie rozpoczyna migracje w poszukiwaniu miejsc z większą koncentracją organizmów pokarmowych.